# Болеслав IV Варшавский
Болеслав IV Варшавский (пол. Bolesław IV warszawski (Bolesław); (около 1421 — 10 сентября 1454) — князь варшавский (1429—1454), черский (1429—1454), цехановский (1429—1454), ломжинский (1429—1454) и подлясский (1440—1444), младший сын князя Болеслава (1386?-1428) и литовской княжны Анны Федоровны Ратненской, внук и преемник князя варшавского и черского Януша Старого. Представитель Мазовецкой линии Пястов.

## Биография
После смерти своего старшего брата Конрада (1427) и отца Болеслава (1428) Болеслав стал единственным наследником своего деда, князя варшавского и черского Януша Старшего. В декабре 1429 года после смерти своего деда, князя варшавского и черского Януша Старого, 8-летний князь варшавский и черский Болеслав IV получил во владение города Варшаву, Черск, Цеханув, Ломжу, Лив, Рожаны, Нур, Вышеград и Закрочим. За него стала править мать, княгиня Анна Федоровна Ратненская, вдова Болеслава Янушевича. С 1436 года князь Болеслав стал править самостоятельно.
В 1431—1435 годах во время войны между Польшей и Тевтонским Орденом князь мазовецкий Болеслав Варшавский оказывал военную поддержку польским войскам.
В 1440—1444 годах Болеслав Варшавский также считался князем Подлясским. Эвфимия Мазовецкая, сестра Болеслава, с 1435 года была женой князя Михаила Сигизмундовича, единственного сына и наследника великого князя литовского Сигизмунда Кейстутовича (1432—1440). В 1440 году великий князь литовский Сигизмунд был убит заговорщиками-князьями Чарторыйскими. Михаил Сигизмундович со своей женой бежал из Литвы в Мазовию, где обратился за помощью к князю Болеславу Варшавскому. В том же 1440 году по приказу Болеслава мазовецкие войска оккупировали Подляшскую землю. В 1444 году между Великим княжеством Литовским и Мазовией началась открытая война за обладание Подляшьем. Литовский воевода Ян Гаштольд с войском вторгся в Подляшье, где захватил города Дрогочин и Мельник. В 1446 году князь Болеслав Варшавский за денежную компенсацию (6 тыс. злотых) отказался от Подляшья в пользу Великого княжества Литовского. В июне 1446 году князь черский и варшавский Болеслав был избран на сейме новым королём Польши, но не смог занять польский королевский престол. В 1447 году князь варшавский Болеслав IV принес вассальную присягу на верность новому польскому королю Казимиру Ягеллончику.

## Семья
Между 1440 и 1444 годом женился на Барбаре Олельковне (1428?-1488/1492), дочери великого князя киевского Олелько (Александра) Владимировича. Дети: 
- Болеслав (умер в младенчестве)
- Болеслав (умер в младенчестве)
- Януш (умер в младенчестве)
- Януш (умер в младенчестве)
- Конрад III Рыжий (1448-28.10.1503), князь варшавский и мазовецкий
- Казимир III Плоцкий (ок. 1449-09.06.1480), князь плоцкий и визненский
- Болеслав V Варшавский (ок. 1453-27.04.1488), князь варшавский
- Януш II Плоцкий (1455-16.02.1495), князь цеханувский и плоцкий
- Анна Мазовецкая (1450/1453-1480), жена князя с 1465 года князя Пржемыслава II Цешинского
- София (умерла в младенчестве).